# پسچانوزرکا
پسچانوزرکا (به لاتین: Peschanoozerka) یک منطقهٔ مسکونی در روسیه است که در استان آمور واقع شده‌است.